# Mosquée Tawhid
La mosquée Tawhid est un édifice religieux musulman situé au 193 Rue de la Lys, à Halluin, en France.

## Histoire
Les premières traces d'un lieu de culte musulman à Halluin remontent à 1978.
Tout a commencé rue de la Pannerie à Halluin où une poignée de fidèles a dans un premier temps loué une pièce de 10 m2, dont les fidèles ont ensuite pu faire l'acquisition.
La communauté musulmane a vite grossi et ce lieu est devenu trop petit pour accueillir tout le monde dans de bonnes conditions.
En 2000, l'association musulmane de la rue de la Pannerie à Halluin et l'association musulmane du foyer Sonacotra de la rue de Lille à Halluin ont décidé d'unir leurs forces afin d'acquérir un ancien entrepôt de stockage pour en faire un endroit qui pourra réunir toute la communauté musulmane d'Halluin et de ses environs (Bousbecque, Roncq, Menin en Belgique…).
L'ancienne mosquée rue de la Pannerie a été rachetée par la communauté urbaine de Lille pour en faire un parking de proximité pour les riverains.
Aujourd'hui, des fidèles d'une douzaine de nationalités se retrouvent dans la nouvelle mosquée.

## Activité
La mosquée Tawhid, outre de posséder une grande salle de prières hommes et femmes, dispose également d'un institut qui dispense des cours d'arabe.